# Rouilly-Saint-Loup
Rouilly-Saint-Loup ist eine französische Gemeinde mit 536 Einwohnern (Stand: 1. Januar 2022) im Département Aube in der Region Grand Est (vor 2016 Champagne-Ardenne); sie gehört zum Arrondissement Troyes und zum Kanton Vendeuvre-sur-Barse.

## Geographie
Rouilly-Saint-Loup liegt etwa sechs Kilometer südöstlich des Stadtzentrums von Troyes. Umgeben wird Rouilly-Saint-Loup von den Nachbargemeinden Saint-Parres-aux-Tertres im Nordwesten und Norden, Ruvigny im Nordosten, Montaulin im Osten und Südosten, Verrières im Süden, Bréviandes im Südwesten und Westen sowie Saint-Julien-les-Villas im Westen und Nordwesten.
Durch die Gemeinde führt die Autoroute A26.

## Bevölkerungsentwicklung
| Jahr                       | 1962 | 1968 | 1975 | 1982 | 1990 | 1999 | 2006 | 2011 | 2019 |
| Einwohner                  | 346  | 361  | 379  | 480  | 507  | 505  | 526  | 561  | 513  |
| Quellen: Cassini und INSEE |      |      |      |      |      |      |      |      |      |

## Sehenswürdigkeiten

Kirche Saint-Donat

- Kirche Saint-Donat
- Schloss und Park Menois